# 多尼语
多尼语是一种在中国云南省金平苗族瑶族傣族自治县和元阳县使用的南部彝语。

## 分布
多尼人在元阳县分布于牛角寨乡和俄扎乡。在金平苗族瑶族傣族自治县，多尼语位于老集寨乡(在马撒斯、白乐寨和大竹棚等几个行政村)，截止至2005年共有793户和3,329人。